# Giuseppe-Maria Molajoni
Giuseppe-Maria Molajoni (ur. 25 marca 1780 w Rzymie, zm. 16 marca 1859) – włoski duchowny katolicki.
23 września 1825 roku został mianowany biskupem ordynariuszem nikopolskim przez papieża Leona XII. Nie mamy więcej informacji na temat jego rządów w diecezji. Wiadomo, że sprawował swoją funkcję do około 1847 roku.